# Tindsøya
Tindsøya ist eine von vier Inseln der Vesterålen in der Øksnes Vestbygd. Sie befindet sich im norwegischen Fylke Nordland in der Kommune Øksnes.
Die für heutige Verhältnisse abseits gelegenen Inseln Skogsøya, Dyrøya, Nærøya und Tindsøya wurden um 1970 von den Bewohnern verlassen, auf Grund von nicht mehr vorhandener Infrastruktur für die „Moderne“.
Aus nautischer Sicht waren sie aber nie abgelegen, da sie in der „Westbucht“ leicht seglerisch erreichbar waren und für ihren Fischreichtum bekannt. An seinen beiden Landengen verfügt Tindsøya mit Skipnes und Tinden gleich über zwei vormals bedeutende Fischer- und Handelsorte. Skipnes ist heute eine in den Sommermonaten genutzte Ferien- und Freizeitstätte. In Tinden wird der Krämerladen des norwegenweit bekannten und 2002 verstorbenen Fischers Skjalg Halmøy für Touristen, Segler und Fischer weiterhin betrieben. Nach Skjalg Halmøys Tod ging der Handelsplatz Tinden in den Besitz einer Stiftung über, die für Erhalt und die Möglichkeit des Besucherverkehrs sorgen soll. Vor Ort schaut Skjalgs Sohn Kjell Arne Halmøy nach dem Rechten, so dass in der Leitung für familiäre Kontinuität gesorgt ist. Tinden ist seit 1994 als historisch bedeutsamer Ort geschützt.